# Donji Stupanj
Donji Stupanj (em cirílico: Доњи Ступањ) é uma vila da Sérvia localizada no município de Aleksandrovac, pertencente ao distrito de Rasina, na região de Župa. A sua população era de 947 habitantes segundo o censo de 2011.

## Demografia
| 1948 | 1953 | 1961 | 1971 | 1981 | 1991 | 2002 | 2011 |
| ---- | ---- | ---- | ---- | ---- | ---- | ---- | ---- |
| 1520 | 1622 | 1589 | 1414 | 1344 | 1243 | 1068 | 947  |